# Akunk (Aragacotn)
Akunk – wieś w Armenii, w prowincji Aragacotn. W 2011 roku liczyła 601 mieszkańców.